# Festuca flavescens
Espèce
Classification phylogénétique
Festuca flavescens, ou Fétuque jaunâtre, est une espèce de plantes du genre des fétuques et de la famille des poacées.